# Trochoideus oberthuri
Trochoideus oberthuri là một loài bọ cánh cứng trong họ Endomychidae. Loài này được Wasmann miêu tả khoa học năm 1897.